# Le Cauchemar de Freddy
Série Freddy
Les Griffes du cauchemar
(1987) L'Enfant du cauchemar
(1989)
Pour plus de détails, voir Fiche technique et Distribution.
Le Cauchemar de Freddy ou Le Cauchemar de Freddy 4 au Québec (A Nightmare on Elm Street 4: The Dream Master) est un film américain réalisé par Renny Harlin et sorti en 1988.
Le film débute un an après la disparition de Freddy Krueger et la mort de Nancy Thompson. Kristen et ses amis Joey et Kincaid ont été libérés de l'hôpital psychiatrique de Westin Hills et ont tous repris une vie normale à Springwood dans l'Ohio, jusqu'au jour où Freddy revient à la vie et tente de tuer les trois derniers survivants du précédent film. Alice, la meilleure amie de Kristen, semble alors la seule à pouvoir le vaincre mais Freddy va se servir d'Alice pour faire de nouvelles victimes.
Il s'agit du quatrième volet de la série de films slasher Freddy. Malgré des critiques mitigées, il est à sa sortie le meilleur film de la franchise au box-office et ne sera détrôné que par le crossover Freddy contre Jason (2003).

## Synopsis
En 1988, Kristen (Tuesday Knight), Joey (Rodney Eastman) et Roland Kincaid (Ken Sagoes) ont été libérés de l'hôpital psychiatrique de Westin Hills et vivent maintenant une vie normale à l'école secondaire. Kristen a réussi à se faire quelques nouveaux amis : Alice Johnson (Lisa Wilcox), une jeune fille brillante et une rêveuse fréquente ; Sheila Kopecky (Toy Newkirk), une jeune fille calme et très intelligente ; et Debbie Stevens (Brooke Theiss), une fille dure qui déteste les insectes. Elle a également un petit ami, Rick (Andras Jones (en)), un passionné d'arts martiaux qui est aussi le frère aîné d'Alice.
Mais Kristen commence à avoir des cauchemars et se sent comme si Freddy était encore une fois revenu d'entre les morts. Lors d'un de ses cauchemars, elle attire Kincaid et Joey dans son rêve alors qu'elle explore la maison déserte sur Elm Street. Les garçons tentent de la convaincre que Freddy n'est pas de retour, posant la main sur l'un des fours et montrant que la chaufferie est vide et froide. Le chien de Kincaid, Jason, saute alors de la chaudière et mord le bras de Kristen. Kristen se réveille et découvre les marques de morsure sur son bras, tandis que Kincaid se réveille et voit du sang dégoulinant de la bouche de Jason. À l'école, le lendemain, Kincaid et Joey reprochent à Kristen de les manipuler dans leurs rêves. Kincaid se réveille une nuit et se retrouve enfermé dans le coffre d'une voiture ancienne à l’état d'épave. Quand il ouvre le capot, il se rend compte qu'il est dans la même casse que celle où le corps de Freddy a été enterré. Freddy, par ailleurs, ressuscite à partir de ses restes et s'attaque à lui. Kincaid essaie de le tuer en lâchant un tas d'épaves sur lui, mais Freddy l'exécute sans plus attendre. Plus tard, cette même nuit, Joey trouve une femme nue dans son lit, qui n'est nul autre que Freddy qui s'empare de lui et il se noie sous son matelas d'eau.
Le lendemain à l'école, Kristen comprend immédiatement quand ses amis ne se présentent pas pour la classe. Elle confie à Alice ses cauchemars. Kristen va à la maison réelle, sur Elm Street, avec Rick, Dan et Alice. Rick raconte à Dan l'histoire de Freddy. À la maison, ce soir-là, la mère de Kristen glisse secrètement un sédatif dans son verre pour la forcer à dormir et celle-ci répond avec colère que sa mère vient de la condamner à mort, et monte à l'étage terrifiée. Elle tombe rapidement endormie. Sur les conseils d'Alice, elle tente de convertir des cauchemars en rêves agréables. Au début, cela fonctionne, et elle se met à rêver d'un lieu de vacances sur plage de sable. Même si elle répond à un enfant nommé Alice tout à la création d'un château de sable, Freddy apparaît et ruine tout, emportant finalement Kristen dans sa chaufferie. Il lui explique que Kristen est le dernier enfant de Elm Street, et Freddy a besoin d'elle pour obtenir plus d'enfants. Freddy la malmène assez longtemps pour la faire crier et faire venir Alice. Alice apparaît dans la chaufferie et Kristen essaie de l'amener à se réveiller, mais en vain. Freddy tente de tuer Alice, mais Kristen s'interpose. Freddy jette Kristen dans un four et recueille son âme, non sans qu'elle ait auparavant envoyé son pouvoir dans le corps d'Alice.
Alice se réveille immédiatement, réalisant que Kristen est en danger, et elle et Rick se frayent rapidement un chemin vers la maison de Kristen. À l'extérieur, ils voient des flammes provenant de sa chambre, et il est trop tard pour la sauver. Comme Alice essaie de comprendre ce qui s'est passé, et ce qu'est exactement Freddy, ses amis meurent les uns après les autres. Le lendemain, à l'école, Alice s'endort en classe et attire accidentellement Sheila dans son rêve où Freddy les attend. Il piège Alice sur sa chaise de sorte qu'elle ne puisse pas aider son amie et, après les tourments et les railleries, il fait un bisou à Sheila et lui aspire tout l'air de son corps. Alice se réveille pour découvrir que Sheila a une crise d'asthme. Sheila meurt peu après, malgré l'usage de son inhalateur. Après chaque décès, y compris celui de Kristen, Alice apprend de nouveaux talents et la personnalité de Freddy. Elle reprend dans son rêve le contrôle des enfants qui sont morts. Elle est l'opposée surnaturelle de Freddy, mais trop faible pour le conquérir véritablement ou même lui résister davantage. Après les funérailles de Rick, Alice fait équipe avec Dan Jordan, qui était l'un des plus proches amis de Rick. Plus tard le même jour dans la soirée, Alice décide de sortir sans l'accord de son père mais ce dernier lui dit qu'il ne veut pas la
perdre car il a déjà perdu Rick. Elle fait donc semblant de monter dans sa chambre mais part rejoindre Dan qui était le meilleur ami de Rick, cette dernière lui dit que Debbie est en danger et qu'ils doivent intervenir pour la sauver. Malheureusement, Debbie s'endort et Freddy et capable de l'atteindre et piège Alice et Dan dans une boucle temporelle pour qu'ils ne puissent pas sauver Debbie. Celle-ci fait un cauchemar dans lequel elle se transforme en cafard puis Freddy finit par l'écraser après l'avoir piégée dans une boîte d'allumettes remplie de papier tue-mouche. Alice ne peut empêcher l'hécatombe. À la suite d'un accident de voiture, où Dan est blessé et transporté à l'hôpital, elle retourne à la maison pour se préparer à une bataille finale avec Freddy. Alice s'endort pour aider Dan avant que Freddy ne le tue. Alors qu'Alice et lui recherchent Freddy, Dan est réveillé par les médecins. Alice, seule face à Freddy dans ce qu'il appelle ironiquement « le pays des Merveilles », tente d'exploiter toutes ses nouvelles capacités contre lui. La lutte est relativement égale, sauf qu'elle a un corps mortel qu'il n'a pas. C'est un handicap qui s'avère trop grand à surmonter. Mais au moment où il s'apprête à la tuer, elle rappelle le dernier verset de sa propre comptine. Pour la première et unique fois, quelqu'un défait Freddy en utilisant son image qui lui fait voir le mal qui est à l'intérieur de lui : en utilisant son pouvoir en tant que gardienne de la porte des bons rêves, Alice libère les âmes torturées que Freddy emprisonne là où il ne pourra plus les atteindre. Freddy implose littéralement, ses vêtements tombent sur le sol et Alice lance son gant. 
Finalement, Dan et Alice se retrouvent près d'une fontaine, quelque temps plus tard. Dan lance une pièce de monnaie dans la fontaine et avant que la pièce ne tombe à l'eau, Alice voit brièvement apparaître le reflet de Freddy.

## Fiche technique
Sauf indication contraire, les informations mentionnées dans cette section peuvent être confirmées par la base de données cinématographiques IMDb,  présente dans la section « Liens externes ».
- Titre français : Le Cauchemar de Freddy
- Titre original : A Nightmare on Elm Street 4: The Dream Master
- Titre québécois : Les Griffes de la Nuit 4: Le Cauchemar de Freddy
- Réalisation : Renny Harlin
- Scénario : Brian Helgeland, Jim Wheat et Ken Wheat, d'après une histoire de William Kotzwinkle et Brian Helgeland et d'après les personnages créés par Wes Craven
- Costumes : Audrey M. Bansmer
- Décors : C. J. Strawn et Mick Strawn
- Musique : Craig Safan
- Photographie : Steven Fierberg
- Montage : Michael N. Knue, Jack Turner et Chuck Weiss
- Production : Robert Shaye et Rachel Talalay
- Société de production et de distribution : New Line Cinema
- Budget : 13 000 000 $[4],[5],[6]
- Pays d'origine :  États-Unis
- Langue originale : anglais
- Format : Couleurs - 1,85:1 - Dolby -  35 mm
- Genre : horreur (slasher), thriller, fantastique
- Durée : 93 minutes
- Date de sortie : 
  - États-Unis : 19 août 1988
  - France : 4 janvier 1989
  - Québec : 3 juillet 1997 (VHS & DVD)
- Interdit aux moins de 12 ans lors de sa sortie en France
- Affiche : Laurent Melki (France)

## Distribution
- Lisa Wilcox (VQ : Violette Chauveau) : Alice Johnson
- Robert Englund (VF : Olivier Hémon) (VQ : Luc Durand) : Freddy Krueger
- Danny Hassel (VQ : Daniel Lesourd) : Dan Jordan
- Andras Jones (en) (VF : Thierry Bourdon) (VQ : Sébastien Dhavernas) : Rick Johnson
- Tuesday Knight (VF : Séverine Morisot) (VQ : Aline Pinsonneault) : Kristen Parker
- Brooke Theiss (VF : Dany Laurent) (VQ : Lisette Dufour) : Debbie Stevens
- Toy Newkirk ( VQ : Anne Bédard) : Sheila Kopecky
- Ken Sagoes ( VQ : Gilbert Lachance) : Roland Kincaid
- Rodney Eastman (VQ : François Godin) : Joey Crusel
- Nicholas Mele (VF : Jacques Brunet) (VQ : Mario Desmarais) : Dennis Johnson
- Brooke Bundy ( VQ : Christine Bellier) : Elaine Parker
- Jacquelyn Masche ( VQ : Isabelle Miquelon) : Mme Crusel
- Linnea Quigley : une des âmes du corps de Freddy (caméo)
- Renny Harlin : un étudiant (caméo)
- Robert Shaye : le professeur parlant des rêves (caméo)

## Production

### Genèse et développement
Comme pour les précédentes suites, le réalisateur du tout premier opus Wes Craven refuse de réaliser cette suite. Il présente toutefois au studio New Line Cinema une intrigue pour ce quatrième film, imaginée avec Bruce Wagner (coscénariste du troisième film). Cette idée évoquait le voyage dans le temps à travers les rêves. Le producteur Robert Shaye et Sara Risher pensent cependant que cette idée est trop étrange pour une suite de la franchise. L'interprète de Freddy Krueger, Robert Englund, suggère ensuite d'engager le scénariste Brian Helgeland, qui vient de participer à l'écriture du premier film réalisé par l'acteur, La ligne du diable (976-EVIL), pas encore sorti en salles à l'époque. Le producteur Robert Shaye demande au scénariste d'écrire son script très rapidement, environ une semaine. Brian Helgeland s'exécute et tient les délais. C'est son script que lit le réalisateur Renny Harlin avant d'être engagé, alors que la réalisation avait été avant cela proposée à Dick Maas ou encore Tibor Takács. Les frères Jim et Ken Wheat participent également à l'écriture du scénario et sont crédités sous le pseudonyme de Scott Pierce au générique.
Pour développer certaines scènes de rêves, Renny Harlin s'inspire de ses propres cauchemars ainsi que d'histoire de fantômes asiatiques.
Ce quatrième film bénéficie d'un budget de 13 millions de dollars, bien plus élevé que pour les trois premiers films.

### Attribution des rôles
Présente dans le précédent opus, Patricia Arquette cède ici sa place à Tuesday Knight dans le rôle de Kristen Parker.
Ellie Cornell a auditionné pour le rôle d'Alice Johnson.

### Tournage
Le tournage a lieu d'avril à mai 1988. Il se déroule en Californie : Los Angeles (Venice, San Pedro, Griffith Park, ...), Culver City, South Pasadena, Burbank et à Valencia.

### Montage
La version du montage supervisée par le réalisateur Renny Harlin sera très différente de la version finale du film qui est faite par le studio New Line Cinema. Dans la version de Renny Harlin, la musique était différente et de nombreuses scènes étaient présentes par rapport à la version sortie en salles. Il y avait ainsi plus de scènes avec Kristen. Ce montage initial de Renny Harlin ne semble par avoir été conservé pour la sortie d'une éventuelle director's cut, mais certaines scènes apparaissent dans le script original.

### Musique

#### Original score
Bandes originales de Freddy
Les Griffes du cauchemar
(1987) L'Enfant du cauchemar
(1989)
La musique du film est composée par Craig Safan. Le premier morceau de l'album, Kristen's Haunted Dream, reprend le thème du premier film composé par Charles Bernstein.
Liste des titres
1. Kristen's Haunted Dream - 3:44
2. Freddy's Back - 4:37
3. Kincaid Killed In Junkyard - 1:32
4. Joey's Wetdream - 1:40
5. Drugged To Death - 3:18
6. Alice Lured Into Dream - 2:28
7. Rick's Kung Fu Death - 3:15
8. Freddy's Pizza Restaurant - 1:58
9. Debbie Checks In / Time Circles - 4:24
10. Sheila Sucks Face - 2:51
11. Theatre Madness - 1:38
12. Freddy's Calliope - 1:51
13. Alice Battles Freddy - 3:55
14. Corpus Krueger - 3:11

#### Soundtrack album
En plus de l'album des compositions originales de Craig Safan, un autre album est commercialisé par Chrysalis Records. Il contient des chansons pop rock.
Listes des titres
1. Sea Hags (en) – Under the Night Stars
2. The Angels – Standing Over You
3. Go West – Don't Be Afraid of Your Dreams
4. Divinyls – Back to the Wall
5. Jimmy Davis & Junction – My Way Or The Highway"
6. Vinnie Vincent Invasion – Love Kills
7. Vigil – Therapist
8. Blondie – Rip Her To Shreds
9. Love/Hate – Angel
10. Craig Safan – Resurrection

Autres chansons présentes dans le film
Certaines chansons présentes dans le film sont absentes de la bande originale, dont le titre du générique d'entrée, Nightmare, interprété par l'actrice du film Tuesday Knight. Elle ignorait jusqu'à la projection que sa chanson serait utilisée. On retrouve également la chanson Are You Ready for Freddy des Fat Boys, qui contient des apparitions vocales de Robert Englund, l'interprète de Freddy Krueger.
1. Tuesday Knight – Nightmare
2. Dramarama – Anything, Anything (I'll Give You)
3. The Fat Boys – Are You Ready for Freddy
4. Billy Idol – Fatal Charm
5. Joe Lamont – Pride and Joy
6. Nick Gilder & Time Machine – Big House
7. Sinéad O'Connor – I Want Your (Hands on Me)
8. Blondie – In the Flesh
9. Girl Talk – Baila Baila

## Accueil

### Critique
Le film reçoit des critiques mitigées. Sur l'agrégateur américain Rotten Tomatoes, il récolte 53% d'opinions favorables pour 30 critiques et une note moyenne de 5⁄10. Le consensus du titre : « Le film marque un moment relativement élevé dans le parcours créatif cahoteux de cette franchise, bien que l'original reste de loin supérieur ». Sur Metacritic, il obtient une note moyenne de 56⁄100 pour 10 critiques.
Robert Englund, qui interprète Freddy Krueger, a déclaré que c'est son film préféré de toute la franchise.

### Box-office
Le film rencontre un grand succès au box-office à sa sortie. Sur le sol américain, il récolte 49 369 899 $. Il s'agit alors du meilleur résultat pour un épisode de la franchise Freddy. Ce 4e opus ne sera détrôné que par le crossover Freddy contre Jason (2003) avant les résultats du remake Freddy : Les Griffes de la nuit sorti en 2010. Le succès de ce 4e film incite par ailleurs les producteurs à développer une série télévisée, Freddy, le cauchemar de vos nuits, diffusée dès 1988.
En France, le film enregistre 551 485 entrées, soit près de 100 000 de moins que le précédent film.

## Distinctions
- Prix des meilleurs effets spéciaux lors du festival international du film de Catalogne 1988. Ils sont dus à Steve Johnson.
- Nomination au prix du meilleur film lors du festival Fantasporto 1989.
- Nomination au prix de la plus mauvaise chanson (Therapist), lors des Razzie Awards 1989.
- Nomination au prix du meilleur film d'horreur, meilleur réalisateur et meilleur second rôle masculin (Robert Englund), lors des Saturn Awards 1990.
- Meilleur film d'horreur aux Young Artist Awards 1989

## Novélisation
Ray Garton a signé la novélisation du film.

## Clins d’œil
Le diner dans lequel travaille Alice se nomme Crave Inn, en hommage au réalisateur et scénariste du premier film de la franchise, Wes Craven. Il y a un autre clin d’œil au réalisateur : dans la chambre de Roland Kincaid on peut voir une affiche de son film La colline a des yeux (1977).
Lorsque Dan et Alice se rendent à l'hôpital, une annonce sonore demande le Dr. Shaye, en référence à Robert Shaye, producteur de la saga et PDG de New Line Cinema.
Le chien de Kincaid se nomme Jason, une possible allusion à Jason Voorhees, tueur de la saga Vendredi 13, que Freddy affrontera dans Freddy contre Jason.
Il y a plusieurs allusions au roman De l'autre côté du miroir de Lewis Carroll. Outre, le nom du personnage d'Alice, Freddy dit dans une scène « Welcome to Wonderland » (« Bienvenue au pays des merveilles ») et Alice passe littéralement à travers le miroir comme le titre de la suite des Aventures d'Alice au pays des merveilles.
Dans la scène de l'église, l'une des âmes prisonnière du corps de Freddy est incarnée par  Linnea Quigley, scream queen populaire des années 1980, qui joua notamment dans Le Retour des morts-vivants. Le créateur des effets spéciaux Steve Johnson, lui a fait sa demande en mariage sur le plateau du film. Le couple s'était rencontré sur le tournage de La Nuit des Démons, sorti la même année au cinéma.